# Ghazi al-Din Khan Firuz Jung III

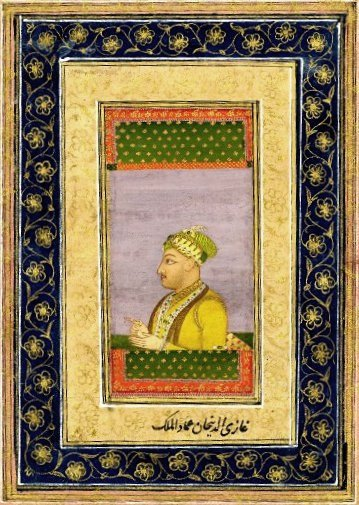
Ritratto di ʿImād al-Mulk

Ghāzī al-Dīn Khān Fīrūz Jung III o Niẓām Shihāb al-Dīn Muḥammad Fīrūz Khān Ṣiddīqī Bayafandī, meglio noto con il laqab di ʿImād al-Mulk, fu Ṣūbēdār (Governatore provinciale) mughal dell'Assam (India settentrionale), alleato con l'Impero maratha, e descritto abitualmente come governante de facto per conto dell'Impero Mughal.
Era figlio di Ghāzī al-Dīn Khān Fīrūz Jung II e nipote del fondatore della dinastia dei Niẓām, Niẓām al-Mulk Āṣaf Jāh.
Figura controversa, ʿImād al-Mulk è meglio noto per essere stato l'assassino dell'Imperatore mughal ʿĀlamgīr II e per aver incarcerato e accecato l'Imperatore mughal Aḥmad Shāh Bahādur, torturandone la famiglia. Fu dichiarato apostata dell'Islam (murtadd) da vari ʿulamāʾ e dall'Imperatore Durrani Aḥmad Shāh Abdālī. Dopo la morte del padre nel 1752, fu raccomandato dal Nawwāb Safdar Jung perché assumesse il titolo di Mīr Bakhshī (responsabile generale delle paghe) e ricevesse il titolo onorifico di Amīr al-umarāʾ (Generalissimo) e ʿImād al-Mulk (Sostegno del reame).

## Carriera militare
Accecò e imprigionò l'Imperatore Aḥmad Shāh Bahādur nel 1754. Nel 1757 invitò i Maratha a invadere Delhi per espellervi gli Afghani e i Rohilla. In quello stesso 1759 l'Imperatore dell'Afghanistan, Aḥmad Shāh Abdālī, dichiarò "apostata" ʿImād al-Mulk. Due anni dopo, l'Imperatore mughal ʿĀlamgīr II fu assassinato.
Egli si fece chiamare in seguito Wazīr ul-Mamālik-i-Hindustān. ʿImād al-Mulk progettò anche di sopprimere il giovane ʿAlī Gawhar e ordinò a Mīr Jaʿfar, il Nawwāb del Bengala, di avvicinarsi il più possibile a Patna per uccidere o mettere le mani sul Principe ereditario mughal. 

ʿImād al-Mulk abbandonò Delhi immediatamente dopo l'arrivo a Delhi di Najīb al-Dawla e dell'esercito mughal, che infine posero sul trono Shāh ʿĀlam II come nuovo Imperatore mughal.

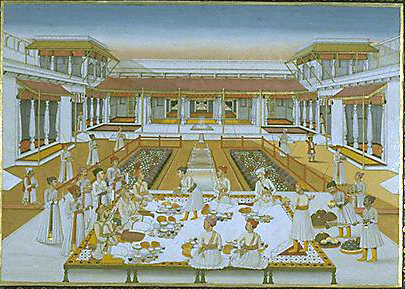
ʿImād al-Mulk a un banchetto da lui organizzato

La data di morte è ignota, ma si pensa debba essere scomparso nel 1775, per cause che non ci sono note.